# 朱瑄 (正統進士)
朱瑄（1416年—1498年），字廷珍，號鈍菴，直隸松江府華亭縣人，軍籍，明朝政治人物。

## 生平
正統三年（1438年）戊午科應天鄉試第三十六名舉人，十三年（1448年）中式戊辰科會試第六十七名，三甲第八十名進士。授監察御史，出為山西太平縣知縣，升山西按察司僉事、山西按察司副使，致仕，優遊林泉，弘治十一年（1498年）卒，享年八十三歲。

## 家族
曾祖朱道華；祖父朱士清；父朱孟庸。子朱恩，官南京禮部尚書。曾孫朱大韶。